# 闽宣陵
闽宣陵，又称唐忠懿王陵、闽王王审知墓，闽国时期称为宣陵，是五代十国时期闽国开国君主王审知和妻子任内明的陵墓，位于中国福建省福州市晋安区新店镇斗顶村斗顶山。陵墓建有享殿、牌坊和莲花、永兴二寺。墓建三层台和石刻。现被毁严重。
根據《十國春秋》的記載，1430年（明宣德五年），種屯軍三十人盜掘王審知墓，因為墓室石門極為堅固，便從上面揭頂而入，盜掘了墓中的王審知畫像和許多金銀珠寶。因為分贓不均而對簿公堂，臺司副使李素魯、僉事鄒穆得知後，將他們擒獲。諸生王琨自稱是王審知的後人，出示了家譜中關於王審知墓中寶藏的記載。官府便按其記載，將財寶追回。
1961年5月10日，该陵被列入第一批福建省文物保护单位。

## 图集
- 大门
- 大门
- 武将石像生
- 文臣石像生
- 主墓道
- 闽王纪念馆
- 王审知石像
- 任内明墓碑